# Dirty Work (álbum de All Time Low)
Dirty Work —en español: Trabajo sucio— es el cuarto álbum de estudio de la banda estadounidense de pop punk All Time Low. Fue publicado el 7 de junio de 2011 bajo el sello discográfico Interscope Records, siendo el único álbum de la banda en ser lanzado por dicha discográfica. Los encargados en la producción del álbum fueron: John Fields, Mike Green, David Kahne, Matt Squire y Butch Walker. Dos de ellos, Matt Squire y Butch Walker, ya habían trabajado con la banda en su anterior trabajo discográfico, Nothing Personal, de 2009. A diferencia de sus álbumes anteriores, gran parte de las canciones de Dirty Work presentan un sonido pop rock con elementos del power pop y el rock alternativo, alejándose de sus raíces pop punk.

## Antecedentes
Después de publicar Nothing Personal con el sello independiente Hopeless Records, la banda se trasladó a Interscope Records. Alex Gaskarth comentó al respecto: «Sentimos que hemos llegado a la cima absoluta de lo que podemos alcanzar con un sello independiente. No hay mucho más espacio para crecer con Hopeless, por lo que nos hemos trasladado a Interscope. Siendo una major, tienen más recursos para hacer crecer nuestra banda más allá de lo que Hopeless podía». En esa entrevista con el sitio web Alter the Press!, Gaskarth dijo que estaban trabajando en nuevo material, el cual era parecido a su anterior álbum de estudio. También comentó que estaban tratando de alejarse un poco del pop, y centrarse más en el rock. En marzo de 2010, el vocalista de All Time Low publicó en Tumblr la letra de una canción titulada «Daydream Away». A fines del mismo mes, comenzaron la grabación de su cuarto álbum de estudio con los productores John Fields y Matt Squire. Más tarde, el 17 de agosto de 2010, Alex publicó un demo del álbum titulado «Actors», también mediante Tumblr.
El 9 de septiembre de 2010, en una entrevista con la revista británica NME, Jack Barakat y Alex Gaskarth dijeron que el álbum estaba «prácticamente hecho». Posteriormente, el vocalista le comentó a MTV: «Hemos intentado ser un poco más valiente en éste. Teníamos un sonido muy pulido en el último álbum, y para lo que era, era perfecto, pero en esta ocasión, hemos querido sonar un poco más como una banda de rock». El 18 de octubre de 2010, el sitio web AbsolutePunk reveló el título del disco. Nuevamente con MTV, Gaskarth explicó que el mismo había sido llamado Dirty Work porque el material representaba un nuevo cambio para la banda. El cantante comentó: «Dirty Work fue el primer... conjunto de palabras que se me vinieron a la mente para definir lo que había estado haciendo durante los últimos dos años. Era un trabajo sucio». En una entrevista a principios de febrero de 2011, Alex dijo que la banda estaba aprobando el artwork. Él siguió diciendo: «El álbum está programado para ser lanzado a finales de marzo, así que espero que la gente empiece a escuchar algo del nuevo material en las próximas semanas». En otra entrevista Alex declaró que: «Nosotros en realidad nunca dimos una fecha de lanzamiento oficial, sino que todo ha sido dejado a la especulación y el estiramiento de los hechos. En este punto, pensamos que el álbum puede lanzarse a finales de marzo, pero la gente todavía puede esperar a escuchar algo de material nuevo en las próximas semanas». Más tarde el sitio web AbsolutePunk declaró que el «álbum definitivamente no iba a lanzarse en marzo», debido a la «reestructuración» de Interscope Records, un número de álbumes se han retrasado, Dirty Work siendo uno de ellos. El 1 de abril, Alex Gaskarth anunció oficialmente de una entrevista con Glamour Kills que Dirty Work se estrenaría el 7 de junio de 2011.

## Recepción

### Crítica
De acuerdo con el sitio web Metacritic, el álbum tuvo revisiones mayormente favorables por parte de los críticos musicales, acumulando un total de 67 puntos sobre 100 sobre la base de ocho críticas. Keagan Ilvonen de AbsolutePunk le dio una reseña positiva y comentó que «no es nada más y nada menos que un álbum de pop rock pegadizo [...] No es ningún secreto que los muchachos han estado apuntando a un público más amplio, Nothing Personal fue el primer paso en esa dirección, pero no lograron llegar a la meta final». Andrew Leahey del sitio Allmusic lo calificó con tres estrellas y media de cinco y dijo: «Firmar con una multinacional no quiere decir que tengas que crecer, y All Time Low lleva su bandera juvenil en alto con Dirty Work. Cada canción comienza típicamente con una explosión, se asienta en un verso tranquilo, y se acumula en un crescendo sensacional [...] Hay que considerar a Dirty Work como el intento final de la banda por [tratar de alcanzar] la aceptación general, y uno de sus álbumes más pop hasta la fecha». Kyle Anderson de Entertainment Weekly le otorgó una B+ y desctacó canciones como «Guts» y «Time-Bomb»; en su reseña dijo que «Dirty Work demuestra que se puede crecer y seguir actuando como un niño». Chad Grischow de IGN afirmó: «All Time Low nunca ha sonado tan satinado como lo hacen en su cuarto álbum. Si ignoran por completo su anterior trabajo, se trata de un buen conjunto de [canciones] pop relucientes».
La revista británica Rock Sound le dio una buena reseña y lo puntuó con siete estrellas sobre la base de diez. El crítico correspondiente a la revista sostiene que «los puntos destacados de Dirty Work es lo que lo hace tan atractivo, desde su apertura con "Do You Want Me (Dead?)" hasta la poderosa pista de clausura "Heroes", [el álbum] sigue siendo super pegadizo». Crayn Ganz de Rolling Stone lo calificó con tres estrellas de cinco y escribió que «Dirty Work muestra la capacidad de la banda para soldar resbaladizas armonías con acordes de un martillo mecánico». También se refirió hacia «Time-Bomb» como un «himno bien enrollado que suena como un verdadera canción de Panic! at the Disco».
Por otra parte, también recibió críticas negativas. Dave Donnelly del sitio web Sputnikmusic le dio una fuerte reseña otorgándole dos estrellas de cinco. En ella comentó: «Dirty Work es esencialmente un fabricante de relleno: aire pulido, sin alma, hecho a la medida para las especificaciones exactas; estéticamente agradable, pero en última instancia, vacío y carente de todo carácter distintivo real. A riesgo de matar un metáfora, All Time Low es New Found Glory con implantes grotescos, mal alineados». Otra crítica negativa provino de Tom Cheney de Idobi; le dio dos estrellas de cinco y comentó: «La banda perdió su camino [...] Dirty Work es un álbum que nunca debería haber visto la luz del día. Las ricas voces de Gaskarth están sepultadas en un lío auto afinado». Al finalizar afirmó: «Este experimento se fue completamente fuera de control. El álbum carece de cohesión y dirección general».

### Comercial
Dirty Work obtuvo un bajo éxito comercial a nivel mundial. En Norteamérica ingresó en varias listas de los Estados Unidos y Canadá. En la semana del 25 de junio de 2011, debutó en la posición número seis de la lista Billboard 200, donde vendió 44 000 copias. Esa semana alcanzó la primera posición en los conteos Rock Albums y Alternative Albums, ambos pertenecientes a Billboard. En estas tres listas se mantuvo entre seis y cinco semanas. En Canadá consiguió posicionarse mejor que su anterior disco, Nothing Personal, donde alcanzó el puesto número trece en el Canadian Albums Chart. Por otra parte, en Europa tuvo un mejor recibimiento que sus álbumes anteriores. En el Reino Unido llegó al puesto número veinte, convirtiéndose en el primer álbum de la banda en ingresar en la lista UK Albums Chart. Del mismo modo, ingresó por primera vez en el conteo Irish Albums Chart de Irlanda, en la posición treinta y cuatro. En Escocia alcanzó el puesto quince, en los Países Bajos llegó al puesto sesenta y siete, mientras que en la región flamenca de Bélgica obtuvo el ochenta y tres. En todas las listas correspondientes a los países de Europa, solo se mantuvo una semana. En Oceanía solo ingresó en el conteo Australian Albums Chart, en el puesto trece. Por otra parte, en Japón se ubicó en el cuarenta y uno del Japanese Albums Chart.

## Lista de canciones
- Edición estándar[12]

| N.º   | Título                     | Escritor(es)                                                | Duración |  |
| 1.    | «Do You Want Me (Dead?)»   | Alex Gaskarth y Mike Green                                  | 2:45     |  |
| 2.    | «I Feel Like Dancin'»      | Gaskarth y Rivers Cuomo                                     | 3:01     |  |
| 3.    | «Forget About It»          | Gaskarth y John Fields                                      | 2:49     |  |
| 4.    | «Guts» (con Maja Ivarsson) | Gaskarth y Green                                            | 3:17     |  |
| 5.    | «Time-Bomb»                | Gaskarth, Green, Pierre Bouvier, Chuck Comeau y Matt Squire | 3:30     |  |
| 6.    | «Just the Way I'm Not»     | Gaskarth y Butch Walker                                     | 3:17     |  |
| 7.    | «Under a Paper Moon»       | Gaskarth y Green                                            | 3:01     |  |
| 8.    | «Return the Favor»         | Gaskarth, Jacob Lutrell y Daniel Lutrell                    | 3:40     |  |
| 9.    | «No Idea»                  | Gaskarth, Christopher Stewart y Terrius Nash                | 4:23     |  |
| 10.   | «A Daydream Away»          | Gaskarth y Green                                            | 4:12     |  |
| 11.   | «That Girl»                | Gaskarth y Matt Squire                                      | 3:12     |  |
| 12.   | «Heroes»                   | Gaskarth y John Feldman                                     | 3:25     |  |
| 40:32 |                            |                                                             |          |  |

- Edición de lujo

| Estados Unidos |                                                  |                                    |          |  |
| N.º            | Título                                           | Escritor(es)                       | Duración |  |
| 13.            | «Get Down on Your Knees and Tell Me You Love Me» | Gaskarth y Green                   | 3:00     |  |
| 14.            | «My Only One»                                    | Gaskarth y Squire                  | 4:22     |  |
| 15.            | «Merry Christmas y Kiss My Ass»                  | Gaskarth, Dan Book y Alexei Misoul | 3:19     |  |
| 16.            | «Bad Enough for You»                             | Gaskarth y Squire                  | 3:14     |  |

| Japón |                                                  |          |  |
| N.º   | Título                                           | Duración |  |
| 13.   | «Get Down on Your Knees and Tell Me You Love Me» | 2:59     |  |
| 14.   | «My Only One»                                    | 4:22     |  |
| 15.   | «Merry Chirstmas, Kiss My Ass»                   | 3:19     |  |
| 16.   | «Bad Enough for You»                             | 3:14     |  |
| 17.   | «Time-Bomb» (acústico)                           | 3:28     |  |
| 18.   | «I Feel Like Dancin'» (acústico)                 | 2:53     |  |

| Reino Unido |                                                  |          |  |
| N.º         | Título                                           | Duración |  |
| 13.         | «Get Down on Your Knees and Tell Me You Love Me» | 3:00     |  |
| 14.         | «My Only One»                                    | 4:22     |  |
| 15.         | «Merry Chirstmas, Kiss My Ass»                   | 3:12     |  |
| 16.         | «Time-Bomb» (acústico)                           | 3:29     |  |

## Posicionamiento en listas
| Australia         | Australian Albums Chart  | 13 |
| Bélgica (Flandes) | Belgian Albums Chart     | 83 |
| Canadá            | Canadian Albums Chart    | 13 |
| Escocia           | Scottish Albums Chart    | 15 |
| Estados Unidos    | Alternative Albums       | 1  |
| Estados Unidos    | Billboard 200            | 6  |
| Estados Unidos    | Digital Albums           | 3  |
| Estados Unidos    | Rock Albums              | 1  |
| Estados Unidos    | Tastemaker Albums        | 19 |
| Irlanda           | Irish Albums Chart       | 34 |
| Japón             | Japanese Albums Chart    | 41 |
| Países Bajos      | Netherlands Albums Chart | 67 |
| Reino Unido       | UK Albums Chart          | 20 |

### Sucesión en listas
| Predecesor: Codes and Keys de Death Cab for Cutie | Rock Albums — Álbum número uno 25 de junio de 2011 — 2 de julio de 2011        | Sucesor: Wasting Light de Foo Fighters |
| Predecesor: Codes and Keys de Death Cab for Cutie | Alternative Albums — Álbum número uno 25 de junio de 2011 — 2 de julio de 2011 | Sucesor: Wasting Light de Foo Fighters |

## Créditos y personal
| - Neal Avron: mezcla. - Jack Barakat: guitarra. - Pierre Bouvier: composición. - Chuck Comeau: composición. - Rivers Cuomo: composición. - Rian Dawson: batería. - Daniel Dutriel: composición. - Jacob Dutriel: composición. - John Feldmann: composición. - John Fields: composición, ingeniería y producción. - Brian Frank: mercadotecnia. - Alex Gaskarth: voz principal, composición y guitarra rítmica. - Mike Green: composición, ingeniería, producción y producción adicional. - Maja Ivarsson: voz en «Guts». - Ted Jensen: masterización. - David Kahne: ingeniería y producción. | - Keith Lazorchak: administración. - Miko Lim: fotografía. - Chris Lord-Alge: mezcla. - Zack Merrick: bajo. - Craig Monahan: asistente. - Terrius Nash: composición. - Jackie Petri: A&R. - Alex Reese: coordinador de mercadotecnia. - Les Scurry: coordinador de producción. - Ryan Shanahan: mezcla. - Matt Squire: composición, ingeniería y producción. - Christopher Stewart: composición. - Nano Tissera: asistente. - Mark Trombino: mezcla. - Butch Walker: composición, ingeniería y producción. |

Fuente: Allmusic.